# Układ w Trzebiszewie
Układ w Trzebiszewie – układ brandenbursko-polski o wolnej żegludze na Warcie i Odrze. Został podpisany w miejscowości Trzebiszewo (na płd. od Gorzowa Wielkopolskiego) w roku 1618.
Gwarantował on mieszkańcom Wielkopolski wolność żeglugi na wyżej wymienionych rzekach, ograniczał prawo składu Gorzowa (niem. Landsberg). Prawo składu Gorzowa obowiązywać miało w stosunku do towarów należących do szlachty tylko 1 dzień, a mieszczan 3 dni. Zapowiadała także udostępnienie Polakom w przyszłości znajdującego się w budowie kanału Winawskiego. Regulował sprawy celne oraz nakładał na obie strony obowiązek usunięcia przeszkód technicznych utrudniających żeglugę na obu rzekach. Prawa te przyznał elektor brandenburski Jan Zygmunt ubiegający się o uznanie przez Polskę jego praw dziedzicznych do Prus Wschodnich. W rozmowach w Trzebiszewie nie uczestniczyli przedstawiciele Pomorza Zachodniego.

Układ ten załagodził ostrą rywalizację handlową Polski i Brandenburgii na tym obszarze.